# Thomas Freyer (Dramatiker)
Thomas Freyer (* 1981 in Gera) ist ein deutscher Dramatiker.

## Leben
Thomas Freyer nahm nach dem Abitur in Wolfenbüttel am Paul-Maar-Seminar 2001 teil. Anschließend machte er ein Dramaturgiepraktikum am Hans-Otto-Theater, Potsdam. Von 2002 bis 2006 belegte Freyer ein Studium für Szenisches Schreiben an der Universität der Künste (UdK), Berlin.
Sein Stück Amoklauf mein Kinderspiel wurde beim Stückemarkt im Rahmen des Berliner Theatertreffens 2006 in szenischer Lesung vorgestellt und gewann den Förderpreis. Die Hörspielfassung des Stücks, 2006 produziert vom RBB, wurde im selben Jahr mit dem Prix Europa ausgezeichnet. Ebenfalls 2006 Dramatiker-Stipendium des Kulturkreises der deutschen Wirtschaft im BDI, verliehen in Kooperation mit dem Schauspiel Hannover. 
2007 erhielt er einen Förderpreis des Schiller-Gedächtnispreises des Landes Baden-Württemberg. 2008 fand in der Regie des mit ihm befreundeten Tilmann Köhler die Uraufführung seines Stückes Und in den Nächten liegen wir stumm am Schauspiel Hannover statt. 2017 wurde Freyer mit einem Förderpreis zum Lessing-Preis des Freistaates Sachsen ausgezeichnet. 2023 erhielt er das Harald-Gerlach-Stipendium der Kulturstiftung des Freistaats Thüringen.

## Werke
- Amoklauf mein Kinderspiel, UA: 28. Mai 2006, Nationaltheater Weimar in Koproduktion mit Theater an der Parkaue, Berlin (Regie: Tilmann Köhler)
- Separatisten, UA: 30. April 2007, Maxim Gorki Theater, Berlin (Regie: Tilmann Köhler)
- Und in den Nächten liegen wir stumm, UA: U: 7. November 2008, Schauspiel Hannover (Regie: Tilmann Köhler)
- Im Rücken die Stadt, Uraufführung Januar 2010, Studiobühne Maxim Gorki Theater, Berlin, Inszenierung: Nora Schlocker
- Das halbe Meer, UA: 8. April 2011, Kleines Haus 2, Staatsschauspiel Dresden, Regie: Tilmann Köhler
- Mein deutsches deutsches Land, UA: 4. Dezember 2014, Kleines Haus 2, Staatsschauspiel Dresden, Regie: Tilmann Köhler